# معادلات ماكسويل

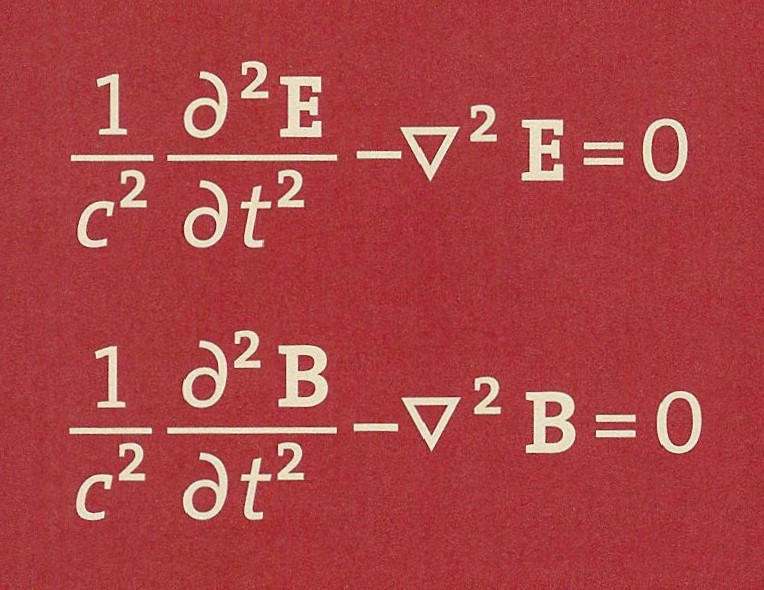
معادلة الموجة للموجات الكهرومغناطيسية

معادلات ماكسويل هي مجموعة من المعادلات التفاضلية الجزئية المقترنة التي تشكل، إلى جانب قانون قوة لورنتس، أساس الكهرومغناطيسية التقليدية والبصريات التقليدية والدوائر الكهربائية. توفر المعادلات نموذجًا رياضيًا للتكنولوجيات الكهربائية والبصرية وتكنولوجيا الراديو، مثل توليد القدرة الكهربائية والمحركات الكهربائية والاتصالات اللاسلكية والعدسات والرادار وما إلى ذلك. تصف معادلات ماكسويل آلية توليد الحقول الكهربائية والمغناطيسية بواسطة الشحنات والتيارات والتغييرات في الحقول. إحدى النتائج المهمة للمعادلات هي إثبات أن الحقول الكهربائية والمغناطيسية المتذبذبة تنتشر بسرعة ثابتة (سرعة الضوء c) في الفراغ. يمكن لهذه الموجات المعروفة باسم الإشعاع الكهرومغناطيسي امتلاك أطوال موجية مختلفة لإنتاج طيف كهرومغناطيسي يتراوح بين الموجات الراديوية إلى أشعة غاما. سميت المعادلات نسبةً لعالم الفيزياء والرياضيات جيمس كليرك ماكسويل، الذي نشر شكلًا مبكرًا من المعادلات التي تضمنت قانون قوة لورنتس بين عامي 1861 و1862. استخدم ماكسويل المعادلات أولًا لاقتراح أن الضوء هو ظاهرة كهرومغناطيسية.
تمتلك المعادلات شكلين رئيسيين. تتمتع معادلات ماكسويل المجهرية بقابلية شاملة للتطبيق ولكنها غير عملية للحسابات العادية. تربط هذا المعادلات الحقلين الكهربائي والمغناطيسي بالشحنة والتيار الكليين، بما في ذلك الشحنات والتيارات المعقدة في المواد على المقياس الذري. تُعرّف معادلات ماكسويل الجاهرية حقلين إضافيين جديدين يصفان سلوك المادة على نطاق كبير دون الحاجة للأخذ بعين الاعتبار شحنات المقياس الذري والظواهر الكمومية مثل اللف المغزلي. ومع ذلك، يتطلب استخدامها معاملات محددة تجريبيًا لوصف ظواهر استجابة المواد للمؤثرات الكهرومغناطيسية.
غالبًا ما يُستخدم مصطلح معادلات ماكسويل في صياغات بديلة مماثلة. من المُفضل استخدام أشكال معادلات ماكسويل المرتكزة على الكمون الكهربائي والكمون المغناطيسي في حل المعادلات بشكل صريح باعتبارها «مسألة قيمة حدية» أو «ميكانيكا تحليلية» أو للاستخدام في ميكانيكا الكم. تؤدي «صياغة موافق التغير» (في الزمكان بدلًا من المكان والزمان بشكل منفصل) إلى ظهور التوافق بين معادلات ماكسويل والنسبية الخاصة. تتوافق «معادلات ماكسويل في الزمكان المنحني»، والتي تُستخدم عادة في فيزياء الطاقة العالية وفيزياء الجاذبية، مع النسبية العامة. في الواقع، طور آينشتاين النسبية الخاصة والعامة للجمع بين سرعة الضوء الثابتة، التي تُعد إحدى نتائج معادلات ماكسويل، ومبدأ أن الحركة النسبية لها أهمية فيزيائية فقط.
مثّل نشر المعادلات توحيد الظواهر الموصوفة سابقًا: المغناطيسية والكهرباء والضوء والإشعاع المصاحب له. منذ منتصف القرن العشرين، يعلم العلماء أن معادلات ماكسويل ليست دقيقة تمامًا، بل تمثل الحد التقليدي لنظرية الكهروديناميكا الكمية الأساسية.

## وصف مفاهيمي لمعادلات ماكسويل

### قانون غاوس
يصف قانون غاوس العلاقة بين الحقل الكهربائي الساكن والشحنات الكهربائية التي تولده: يتجه الحقل الكهربائي الساكن بعيدًا عن الشحنات الموجبة ونحو الشحنات السالبة، ويتناسب التدفق الكهربائي الخارجي للحقل الكهربائي عبر أي سطح مغلق مع الشحنة التي يحيطها السطح. عن طريق تصور الحقل الكهربائي بخطوط حقله، هذا يعني أن خطوط الحقل تبدأ من الشحنات الكهربائية الموجبة وتنتهي إلى الشحنات الكهربائية السالبة. يقود «حساب» عدد خطوط الحقل التي تمر عبر سطح مغلق إلى معرفة الشحن الكلية (بما في ذلك «الشحنة المُقيدة» الناتجة عن «استقطاب المواد») المُحاطة بالسطح، مقسومًا عليها «سماحية الفراغ».

### قانون غاوس للمغناطيسية
ينص قانون غاوس للمغناطيسية على عدم وجود «شحنات مغناطيسية»  (التي تُسمى أيضًا «أحاديات القطب المغناطيسي») مشابهةً للشحنات الكهربائية. بدلًا من ذلك، ينتج الحقل المغناطيسي عن المواد بفعل تكوين يسمى «ثنائي القطب»، ويكون التدفق المغناطيسي الخارجي للحقل المغناطيسي عبر أي سطح مغلق صفرًا. تُمثل ثنائيات القطب المغناطيسية بواسطة حلقات من التيار الكهربائي لكنها تشبه «الشحنات المغناطيسية» الموجبة والسالبة، اللتين ترتبطان مع بعضهما دون إمكانية فصلهما، وبالتالي لا ينتج عن ذلك «شحنة مغناطيسية» كلية. من ناحية خطوط الحقل، تنص هذه المعادلة على أن خطوط الحقول المغناطيسي لا تبدأ ولا تنتهي ولكنها تشكل حلقات أو تمتد إلى ما لا نهاية وتعود. بمعنى آخر، يجب أن يخرج أي خط حقل مغناطيسي من أي حجم بعد دخوله. بعبارات تقنية مكافئة، فإن التدفق المغناطيسي الكلي عبر أي «سطح غاوسي» هو صفر، أو إن الحقل المغناطيسي هو «حقل شعاعي غير تباعدي».

### قانون فاراداي
تصف نسخة ماكسويل-فاراداي من «قانون فاراداي للحث»  كيف ينتج (يحث) الحقل المغناطيسي المتغير بمرور الوقت حقلًا كهربائيًا. في شكله التكاملي، ينص القانون على أن الشغل المطلوب لكل وحدة شحنة لتحريك الشحنات حول حلقة مغلقة يساوي معدل التغير في التدفق المغناطيسي عبر السطح المغلق.
يتمتع الحقل الكهربائي المُستحث ديناميكيًا بخطوط حقل مغلقة على غرار تلك الخاصة بالحقل المغناطيسي، ما لم تتراكب بواسطة حقل كهربائي ساكن (مُستحث بفعل شحنة كهربائية). يعتبر هذا الجانب من الحث الكهرومغناطيسي مبدأ تشغيل العديد من المولدات الكهربائية: على سبيل المثال، يولد القضيب المغناطيسي الدوار حقلًا مغناطيسي متغيرًا، الذي يولد بدوره حقلًا كهربائيًا في سلك قريب.

### قانون أمبير مع إضافة ماكسويل
ينص «قانون أمبير» مع «إضافة ماكسويل» على إمكانية توليد الحقول المغناطيسية بطريقتين: عبر التيار الكهربائي (قانون أمبير الأصلي) وعبر الحقول الكهربائية المتغيرة (إضافة ماكسويل، الذي أطلق عليها اسم «تيار الإزاحة»). في شكله التكاملي، يتناسب الحقل المغناطيسي المُستحث حول أي حلقة مغلقة مع التيار الكهربائي وتيار الإزاحة (الذي يتناسب مع معدل تغير التدفق الكهربائي) اللذين يمران عبر السطح المغلق.
تُعد إضافة ماكسويل لقانون أمبير مهمة بشكل خاص: فهي تجعل مجموعة المعادلات متسقة رياضيًا للحقول غير الساكنة، دون تغيير قانوني أمبير وغاوس للحقول الساكنة. ونتيجة لذلك، فهي تتنبأ بأن الحقل المغناطيسي المتغير يستحث حقلًا كهربائيًا والعكس صحيح. لذلك، تسمح هذه المعادلات لـ «الموجات الكهرومغناطيسية» ذاتية الاستدامة بالانتقال عبر فراغ الفضاء.
تتطابق السرعة المحسوبة للموجات الكهرومغناطيسية، والتي يمكن التنبؤ بها عبر التجارب على الشحنات والتيارات الكهربائية، مع سرعة الضوء؛ وبالفعل، يُعد الضوء أحد أشكال الإشعاع الكهرومغناطيسي (وكذلك الأشعة السينية والموجات الراديوية وغيرها). فهم ماكسويل العلاقة بين الموجات الكهرومغناطيسية والضوء في عام 1861، وبالتالي وحد نظريات الكهرومغناطيسية والبصريات.

## تاريخيا
كانت هذه المعادلات معروفة من قبل لكن بصيغة مختلفة:
- {\displaystyle \nabla \cdot \mathbf {D} =\rho }
- {\displaystyle \nabla \cdot \mathbf {B} =0}
- {\displaystyle \nabla \times \mathbf {E} =0}
- {\displaystyle \nabla \times \mathbf {H} =\mathbf {J} }

الدافع وراء نسبة هذه المعادلات إلى ماكسويل رغم أنه ليس هو من وضعها هو اكتشافه وبرهنته على أنها سليمة فقط في حال كان المجال الكهربائي E ساكنا. أي أن المعادلات السابقة هي حالة خاصة ولا تنطبق إلا عندما يكون:
{\displaystyle {\frac {\partial \mathbf {E} }{\partial t}}=0}
اِفْتَرَض ماكسويل تصحيحات لهذه المعادلات ولم يثبتها في التجربة وعَمَّمَها لتشمل المجالات الكهربية المتغيرة زمنيا مما مهد الطريق لاكتشاف الموجات الكهرومغناطيسية ومعادلتها كما فرض أن الضوء عبارة عن موجة كهرومغناطيسية إضافة إلى أهم ما اِفْتَرَضه وهو وجود تيار يسري في العوازل أطلق عليه مسمى تيار الإزاحة.

## المعادلات
| مسمى المعادلة                        | الشكل التفاضلي                                                                                      | الشكل التكاملي |
| ------------------------------------ | --------------------------------------------------------------------------------------------------- | --- |
| قانون غاوس:                          | {\displaystyle \nabla \cdot \mathbf {D} =\rho }                                                     | {\displaystyle \oint _{S}\mathbf {D} \cdot d\mathbf {A} =\int _{V}\rho dV}                                                                              |
| قانون غاوس للمغناطيسية:              | {\displaystyle \nabla \cdot \mathbf {B} =0}                                                         | {\displaystyle \oint _{S}\mathbf {B} \cdot d\mathbf {A} =0}                                                                                             |
| قانون الحث لفرداي:                   | {\displaystyle \nabla \times \mathbf {E} =-{\frac {\partial \mathbf {B} }{\partial t}}}             | {\displaystyle \oint _{C}\mathbf {E} \cdot d\mathbf {l} =-\ {d \over dt}\int _{S}\mathbf {B} \cdot d\mathbf {A} }                                       |
| قانون أمبير مضافا إلى تصحيح ماكسويل: | {\displaystyle \nabla \times \mathbf {H} =\mathbf {J} +{\frac {\partial \mathbf {D} }{\partial t}}} | {\displaystyle \oint _{C}\mathbf {H} \cdot d\mathbf {l} =\int _{S}\mathbf {J} \cdot d\mathbf {A} +{d \over dt}\int _{S}\mathbf {D} \cdot d\mathbf {A} } |

والجدير بالذكر أن المعادلة الأخيرة هي في الأصل تعديل للقانون الأصلي لأمبير والذي يصف العلاقة بين المجال المغناطيسى والتيارات المنشئة له في صورتها التكاملية ولكن بعد الوضع في الاعتبار تيار الإزاحة---- وقانون أمبير في صورته العامة يوضح أن المجال المغناطيسى يمكن أن ينشأ عن تيار كهربى أو عن مجال كهربى متغير مع الزمن.

## الصورة التكاملية لمعادلات ماكسويل في الفراغ
| العلاقة الفيزيائية                         | الظاهرة الطبيعية (الفيزيائية) |
| ------------------------------------------ | --- |
| قانون جاوس للكهربية                        | يعبر هذا القانون عن العلاقة بين فيض المجال الكهربى من سطح مغلق والشحنة الموجودة داخل السطح المغلق.                                                                                                |
| قانون جاوس للمغناطيسية                     | ويعبر هذا القانون عن الحقيقة التجريبية القائمة حتى الآن وهو عدم وجود قطب مغناطيسي منفرد. |
| قانون فاراداي                              | يعبر عن العلاقة بين القوة الدافعة الكهربية ق.د.ك الناشئة بالحث في مسار مغلق ومعدل تغير فيض المجال المغناطيسى خلال أي سطح محدود بالمسار المغلق، ويبرهن عدم اعتماد فرق الجهد على المسار الذي يسلكه. |
| قانون أمبير - ماكسويل (Ampere-Maxwell Law) | يعبر عن العلاقة بين المجال المغناطيسي والتيارات المنشئة له (تيار التوصيل الفعلى وتيار الإزاحة) |

## اشتقاق سرعة الضوء من معادلات ماكسويل
حَلَّ ماكسويل هذه المعادلات الأربع للفراغ وتوصل إلى الصلة الوثيقة بين سرعة الموجة الكهرومغناطيسية وبين ثابت العازلية وثابت النفاذية.
يمكن إعادة المعادلات السابقة على افتراض أن الضوء ينتشر في الفراغ حيث لاتوجد أي شحنات كهربائية أي أن {\displaystyle \rho =0\,} و{\displaystyle \mathbf {J} =0\,} فتصبح بالصورة
- {\displaystyle \nabla \cdot \mathbf {E} =0}
- {\displaystyle \nabla \cdot \mathbf {B} =0}
- {\displaystyle \nabla \times \mathbf {E} =-{\frac {\partial \mathbf {B} }{\partial t}}}
- {\displaystyle \nabla \times \mathbf {B} =\mu _{0}\epsilon _{0}{\frac {\partial \mathbf {E} }{\partial t}}}

لإيجاد معادلة الموجة يجب إيجاد المشتقة الثانية في كل من الزمن والفضاء. بداية بأخذ دوران لطرفي المعادلة الثالثة وبتعويض النتيجة في المعادلة الرابعة نجد أن
{\displaystyle \nabla \times (\nabla \times \mathbf {E} )=-{\frac {\partial \mathbf {\nabla \times \mathbf {B} } }{\partial t}}}
من نظرية تفاضل المتجه، نعلم أن {\displaystyle \nabla \times (\nabla \times \mathbf {E} )=-\nabla ^{2}\mathbf {E} +\nabla \cdot (\nabla \cdot \mathbf {E} )}
على هذا الأساس تصبح
{\displaystyle \nabla ^{2}\mathbf {E} =\mu _{0}\epsilon _{0}{\frac {\partial ^{2}\mathbf {E} }{\partial t^{2}}}}
وهذه معادلة موجة في ثلاثة أبعاد، وللتبسيط يمكن دراستها في بعد واحد بالشكل
{\displaystyle {\frac {\partial ^{2}E}{\partial x^{2}}}=\mu _{0}\epsilon _{0}{\frac {\partial ^{2}E}{\partial t^{2}}}}
بالبحث عن حل للمعادلة الجيبية، بدلالة السرعة {\displaystyle v} والطول الموجي {\displaystyle \lambda } يفترض أن تكون
{\displaystyle E=E_{0}\sin(2\pi {\frac {x-vt}{\lambda }})}
بمفاضلة هذه المعادلة مرتين نحصل على
{\displaystyle {\frac {\partial ^{2}E}{\partial x^{2}}}=-E_{0}\left({\frac {2\pi }{\lambda }}\right)^{2}\sin \left(2\pi {\frac {x-vt}{\lambda }}\right)}
و
{\displaystyle {\frac {\partial ^{2}E}{\partial t^{2}}}=-E_{0}\left({\frac {2\pi v}{\lambda }}\right)^{2}\sin \left(2\pi {\frac {x-vt}{\lambda }}\right)}
بالتعويض عنها مرة أخرى في معادلة الموجة نجد أنها تمثل حلاً شريطة أن
{\displaystyle v^{2}={\frac {1}{\mu _{0}\epsilon _{0}}}}
أي أن سرعة الموجة الكهرومغنطيسية هي:
{\displaystyle v={\frac {1}{\sqrt {\mu _{0}\epsilon _{0}}}}}